# Pelleport
Pelleport è un comune francese di 517 abitanti situato nel dipartimento dell'Alta Garonna nella regione dell'Occitania.

## Società

### Evoluzione demografica
Abitanti censiti

## Monumenti

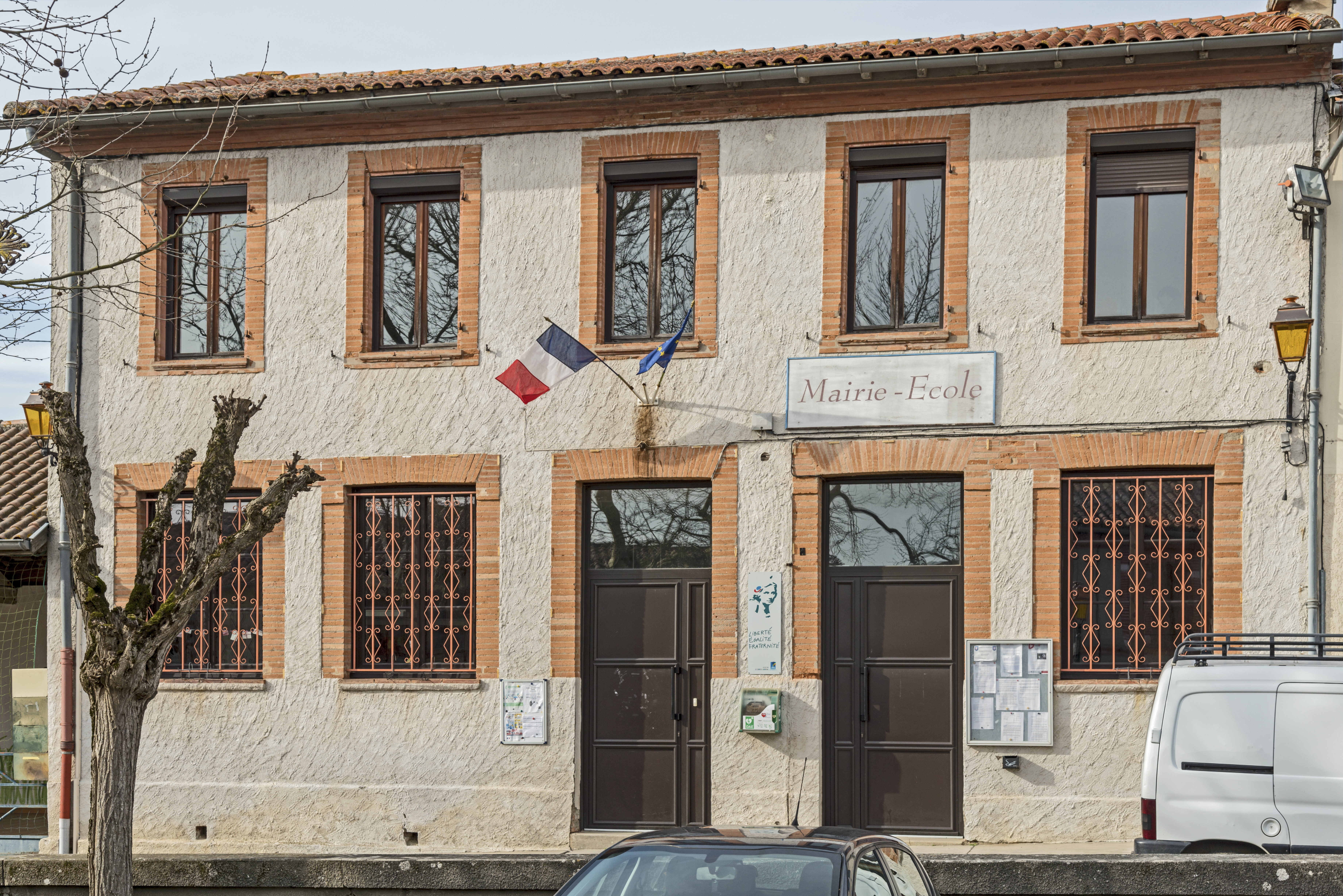
Il municipio.
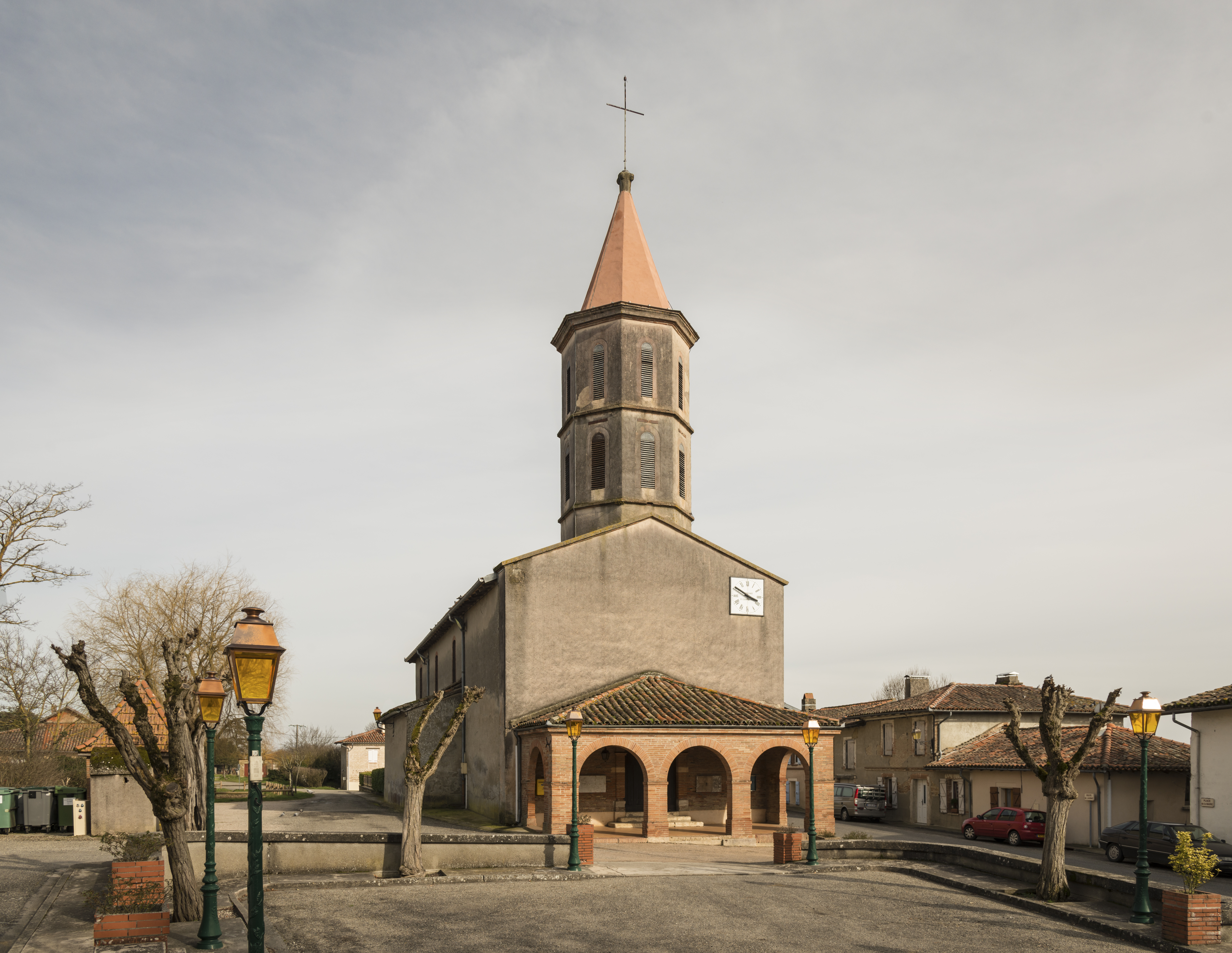
La chiesa.
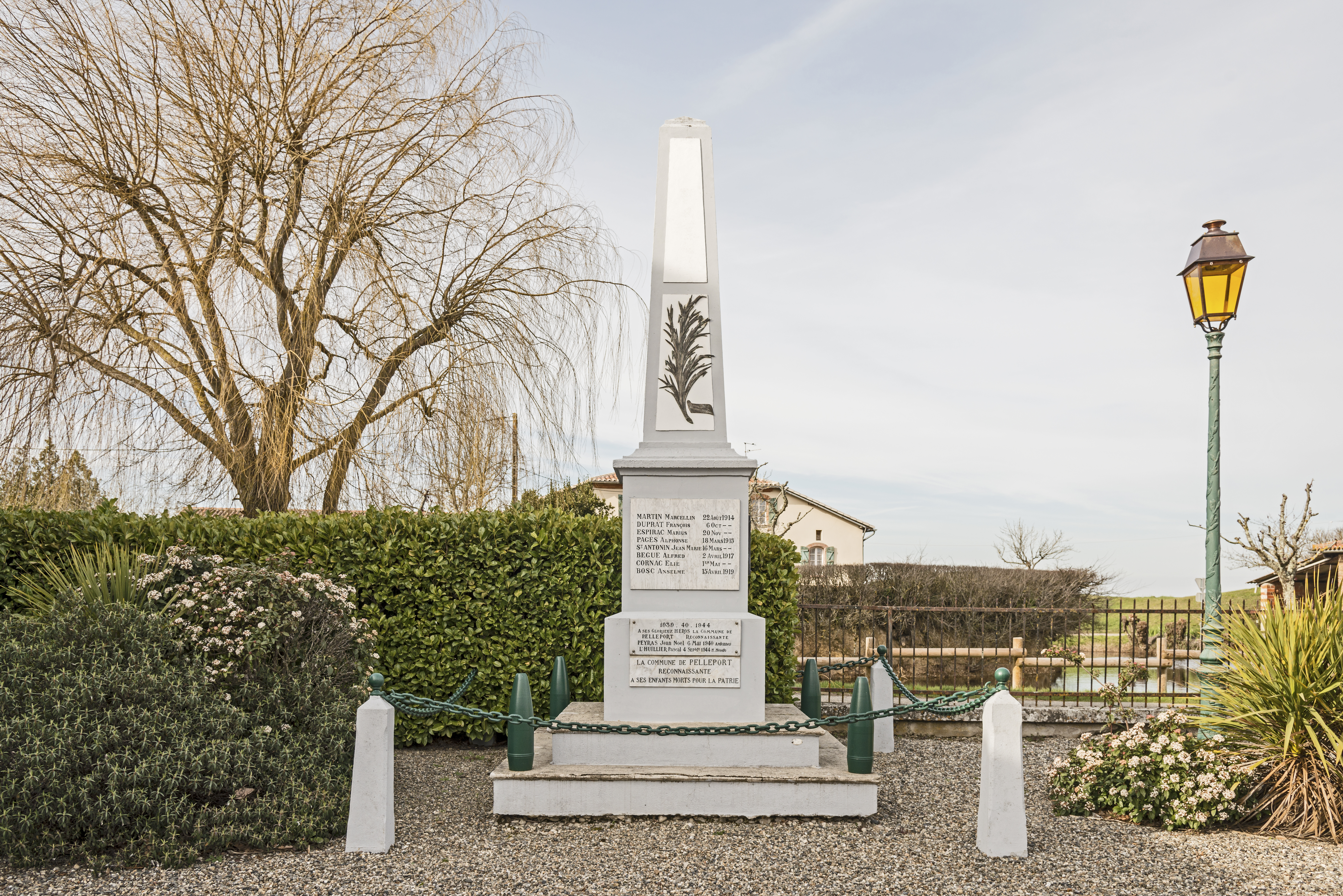
Il Monumento ai Caduti.